# Jazz afrocubano
El jazz afrocubano (en inglés, afro-cuban jazz) es un subgénero del jazz, surgido en la década de 1940 e integrado en el llamado jazz latino, del que fue su primer ejemplo consolidado. Se trata de un ejemplo de género de fusión, procedente de la interrelación entre el be bop y la música cubana (en especial, el son montuno). Los principales artistas que encontramos en la génesis y desarrollo del estilo, fueron Mario Bauzá, Machito, Chano Pozo, Dizzy Gillespie y Tito Puente. A finales de los años 1940, se conoció como Cu bop, nombre derivado de las palabras "Cuba" y "Be bop".

## Origen y desarrollo
Desde los primeros años del siglo XX, ya se había producido una temprana incorporación de elementos latinos (especialmente cubanos) a la música hot. De hecho, los ritmos de habanera, calinda, contradanza o fandango eran usuales en la música de Nueva Orleans. En los últimos años 1920 y comienzo de los años 1930, la música de origen latino alcanza un gran impacto en Estados Unidos, que se traduce en la adaptación al jazz de un importante número de temas latinos, y en la incorporación de músicos latinos a las big bands de swing, como era el caso de Nilo Menéndez, Alberto Socarrás, el portorriqueño Juan Tizol, o el trompetista Mario Bauzá. Algunos autores señalan también que, en esa misma época, y en la propia Habana, un cierto número de músicos y bandas confrontaron el jazz y la música cubana, especialmente a través de las llamadas descargas, reuniones similares a las jam sessions en las que los músicos improvisaban, contrastando ideas musicales. Sin embargo, no se produjo una verdadera interacción que llevara a la aparición de un estilo nuevo y original.
En diciembre de 1940, Mario Bauzá se incorporó como director y arreglista, a la banda de Machito, "The Afro-Cubans". Bauzá y Machito serían quienes "hicieran comprender al mundo del jazz que es un error añadir simplemente un percusionista latino a una sección tradicional de ritmo de jazz, como con frecuencia era el caso entonces". Ello les llevó a formar "secciones completas de ritmos cubanos, donde los percusionistas latinos entran en relación con el jazz, y los bateristas del jazz con la música latinoamericana". En estas secciones se integraban diversos instrumentos de percusión, tocados por diversos músicos de origen normalmente cubano, y un contrabajista que debía dominar tanto los ritmos de jazz como los cubanos.
Los arreglos que Mario Bauzá elaboró para el disco de los Machito's Afro-Cubans, Tanga, publicado en 1943, se consideran como el primer paso del nuevo estilo. Debido al apartheid que asolaba por entonces Estados Unidos, los dueños de los clubes insistían fuertemente en que se omitiera la palabra «afro» del nombre de la banda. Pero Bauzá permaneció firme: «La música afro cubana es lo que nosotros representamos, cada hombre negro viene de África. Yo no tengo nada de qué avergonzarme: o tú mantienes el nombre o nosotros no tocamos aquí». La orquesta de Machito defendió la unión racial al contratar en su orquesta a negros, judíos, italianos e hispanos. Hacia 1945, cada uno de los mejores solistas de jazz querían grabar o tocar para la banda de Machito.

## Cu bop
Para algunos autores existía una importante dificultad para que los devaneos entre jazz y música cubana lograran una conjunción plena: la base rítmica regular en la que se apoyaba el swing contrastaba con la multiplicidad de ritmos propios del son, la rumba y demás estilos cubanos. Sería precisamente el trabajo de Mario Bauzá al organizar los arreglos de los "Afro-Cubans", el que comenzara a llenar el hueco existente, lo que le convierte en el pionero del estilo. Pero el estilo consigue su definitiva consolidación gracias a la relación que se establece entre Machito y dos músicos esenciales del bop: Dizzy Gillespie y Charlie Parker.
En 1946, Dizzy Gillespie habló con Bauzá para introducir un conguero en su orquesta, y Bauzá le presentó al cubano Chano Pozo. Sería precisamente la aplicación de los conceptos del bop lo que salvaría definitivamente el hueco entre el jazz y la música cubana, lo que permite contextualizar la aparición del jazz afrocubano como "parte de la revolución bop". Los autores establecen como fecha de alumbramiento del cubop el 29 de septiembre de 1947, con el histórico concierto de la orquesta de Gillespie y Pozo en el Carnegie Hall de Nueva York. Ese mismo año se grabaron algunas de las más importantes composiciones de Pozo dentro del género: "Manteca", "Cubana Be-cubana Bop", "Algo Bueno", etc.
Por su parte, la relación entre Machito y Charlie Parker se plasmó en diversas grabaciones entre 1948 y 1950, para el sello Verve, producidas por Norman Granz, como respuesta a la popularidad que adquirió rápidamente el Cubop. El más importante de estos discos es Afro-Cuban suite, grabado el 21 de diciembre de 1950, y en el que participaron, además de Parker y la banda de Machito, músicos como Harry Edison, Buddy Rich o Flip Phillips.
Junto a Dizzy Gillespie, numerosos músicos de jazz y música cubana, como James Moody, Tito Puente, Chico O'Farrill o Stan Kenton ("Chorale for Brass, Piano & bongo", 1947, con el bongocero Jack Constanzo; "Machito" y "Mambo en Fa", con el percusionista Carlos Vidal; etc.) siguieron trabajando el ritmo y la estructura de la música afrocubana ejemplificada por Machito, con instrumentaciones más cercanas al jazz.

## Álbumes importantes de jazz afrocubano
- 1943: Tanga, de Machito's Afro Cubans, con arreglos de Mario Bauzá.
- 1948: Manteca, de la Dizzy Gillespie Big Band, con Chano Pozo.
- 1958: Kenya, de Machito.
- 1958: Dance manía, de Tito Puente.